# Villebout
Villebout település Franciaországban, Loir-et-Cher megyében. Lakosainak száma 119 fő (2022. január 1.). Villebout Fontaine-Raoul, Ruan-sur-Egvonne, Saint-Jean-Froidmentel és Cloyes les Trois Rivières községekkel határos.

## Népesség
A település népessége az elmúlt években az alábbi módon változott:
| Lakosok száma | 167  | 136  | 148  | 138  | 132  | 142  | 140  | 125  | 118  | 119  |
|               | 1968 | 1982 | 1990 | 2006 | 2013 | 2015 | 2017 | 2019 | 2020 | 2022 |